# Misumena quadrivulvata
Misumena quadrivulvata là một loài nhện trong họ Thomisidae.
Loài này thuộc chi Misumena. Misumena quadrivulvata được Pelegrin Franganillo-Balboa miêu tả năm 1926.